# Antistrophe
Antistrophe es un género de plantas con flores con seis especies de arbustos de la familia Primulaceae.

## Taxonomía
El género fue descrito por Alphonse Pyrame de Candolle y publicado en Annales des Sciences Naturelles; Botanique, sér. 2, 16: 79, 84. 1841. La especie tipo es: Antistrophe oxyantha

## Especies aceptadas
A continuación se brinda un listado de las especies del género Antistrophe aceptadas hasta noviembre de 2013, ordenadas alfabéticamente. Para cada una se indica el nombre binomial seguido del autor, abreviado según las convenciones y usos.
- Antistrophe caudata King & Gamble
- Antistrophe curtisii King & Gamble
- Antistrophe glabra
- Antistrophe oxyantha
- Antistrophe serratifolia
- Antistrophe solanoides  (King & Gamble) M.P.Nayar & G.S.Giri

```
de la familia 
Primulaceae
,
```